# Teodor Ojzerman
Teodor Iljicz Ojzerman (ros. Теодор Ильич Ойзерман; ur. 14 maja 1914 w Pietrowiriwce, zm. 25 marca 2017) – radziecki i rosyjski historyk filozofii.

## Życiorys
Pochodzi z rodziny nauczycieli matematyki. W 1930 roku ukończył szkołę w Dniepropetrowsku. Studiował filozofię w Instytucie Filozofii, Literatury i Historii. W 1941 roku obronił pracę kandydacką. Od 8 lipca 1941 roku walczył na froncie II wojny światowej.
Od 1947 roku wykładał na Wydziale Filozofii Uniwersytetu Moskiewskiego, gdzie od 1949 roku pełnił obowiązki kierownika katedry historii filozofii zagranicznej. W październiku 1951 roku uzyskał doktorat z filozofii. W 1979 roku został profesorem honorowym Uniwersytetu w Jenie, a w 1981 członkiem rzeczywistym Akademii Nauk ZSRR. Prace T. Ojzermana przetłumaczono na wiele języków obcych.

## Odznaczenia i nagrody
- 1980: Nagroda im. Gieorgija Plechanowa za książkę Główne nurty filozoficzne (ros. Главные философские направления)[4]
- 1983: Nagroda Państwowa ZSRR[2]

## Publikacje
- Ойзерман Т.И. Проблемы историко-философской науки. – М.: Мысль, 1969.
  - Problems of the History of Philosophy. Translated from the Russian by Robert Daglish. Moscow: Progress Publishers, 1973. [dostęp 2011-04-17]. (ang.). Brak numerów stron w książce
- The main Trends in Philosophy. A Theoretical Analysis of the History of Philosophy. Translated by H. Campbell Creighton, M.A. (Oxon). Moscow: Progress Publishers, 1988. ISBN 5-01-000506-9. [dostęp 2011-04-17]. (ang.). Brak numerów stron w książce
- Dialectical Materialism and the History of Philosophy: Essays on the History of Philosophy. Moscow: Progress Publishers, 1982. [dostęp 2011-04-17]. (ang.). Brak numerów stron w książce

Przekłady na język polski
- T.I. Ojzerman: Powstanie filozofii marksistowskiej. Warszawa: Książka i Wiedza, listopad 1966. Brak numerów stron w książce
- Krótki zarys historii filozofii. Pod redakcją M.T. Jowczuka, T.I. Ojzermana, I.J. Szczipanowa. Przeł. Marian Drużkowski i in.. Wyd. I. Warszawa: Książka i Wiedza, październik 1965. (pol.). Brak numerów stron w książce
- Krótki zarys historii filozofii. Pod redakcją M.T. Jowczuka, T.I. Ojzermana, I.J. Szczipanowa. Przeł. Marian Drużkowski i in.. Wyd. II, poprawione i uzupełnione. Warszawa: Książka i Wiedza, listopad 1969. (pol.). Brak numerów stron w książce